# Magnesia Litera 2010
Ceny Magnesia Litera za rok 2009 byly vyhlášeny 18. dubna 2010 ve Stavovském divadle v Praze. Ceremoniál uváděla Aňa Geislerová.

## Změny
Oproti minulému ročníku došlo k menším změnám pravidel. Litera za prózu byla vybrána z šesti nominovaných, nová kategorie Literatura faktu sloučila starší kategorie Litera za publicistiku a Litera za naučnou literaturu a překladová kniha nemohla zvítězit v hlavní ceně.

## Ceny a nominace
Na cenu Magnesia Litera byly v roce 2010 nominovány tyto knihy (cenu získali první uvedení):

### Kniha roku
- Petra Soukupová: Zmizet (Host)

### Litera za prózu
- Ivan Matoušek: Oslava (Revolver Revue)
  - Antonín Bajaja: Na krásné modré Dřevnici (Host)
  - Martin Reiner: Lucka, Maceška a já (Druhé město)
  - Markéta Pilátová: Má nejmilejší kniha (Torst)
  - Petra Soukupová: Zmizet (Host)
  - Kateřina Tučková: Vyhnání Gerty Schnirch (Host)

### Litera za poezii
- Viola Fischerová: Domek na vinici (fra)
  - Pavel Ctibor: Silentbloky (dybbuk)
  - Inka Machulková: Zamkni les a pojď (Host)

### Litera za knihu pro děti a mládež
- Iva Procházková: Nazí (Paseka)
  - Marka Míková: JO537 (Baobab)
  - Marek Toman: Můj Golem (Argo)

### Litera za literaturu faktu
- Ivan Klíma: Moje šílené století (Academia)
  - Antonín Kalous: Matyáš Korvín (Veduta)
  - Karel Kuča, Jiří Langer: Dřevěné kostely a zvonice v Evropě (Paseka)

### Litera za nakladatelský čin
- Spisy Milady Součkové (Prostor)
  - Josef Rudolf Čeněk Čermák: Zápas jménem psaní (B4U Publishing)
  - Anna Fárová: Dvě tváře (Torst)

### Litera za překladovou knihu
- David Lodge: Nejtišší trest (Přeložil Richard Podaný, Mladá fronta)
  - Julian Barnes: Žádný důvod k obavám  (Přeložil Petr Fantys, Odeon)
  - Vladimir Sorokin: Den opričníka (Přeložil Libor Dvořák, Pistorius & Olšanská)

### Litera pro objev roku
- Jiří Hoppe: Opozice ´68. Sociální demokracie, KAN a K 231 (Prostor)
  - Marek Fencl: Vinný kámen (Masarykova univerzita)
  - Lukáš Novák za překlad knihy Simona Mawera Skleněný pokoj (Kniha Zlín)

### Knižní klub cena čtenářů
- Kateřina Tučková: Vyhnání Gerty Schnirch (Host)